# Travellift

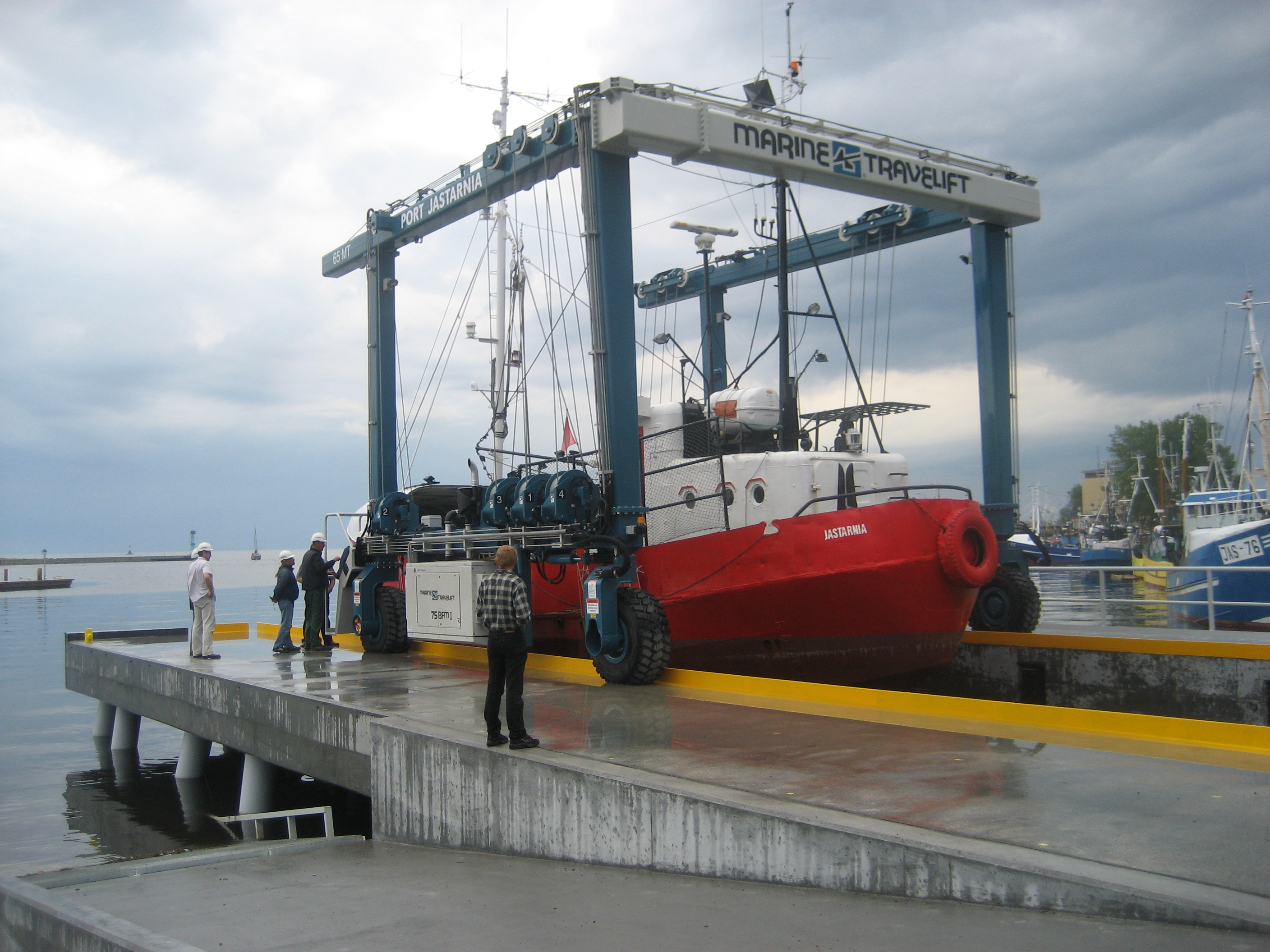
Travellift über Liftbox

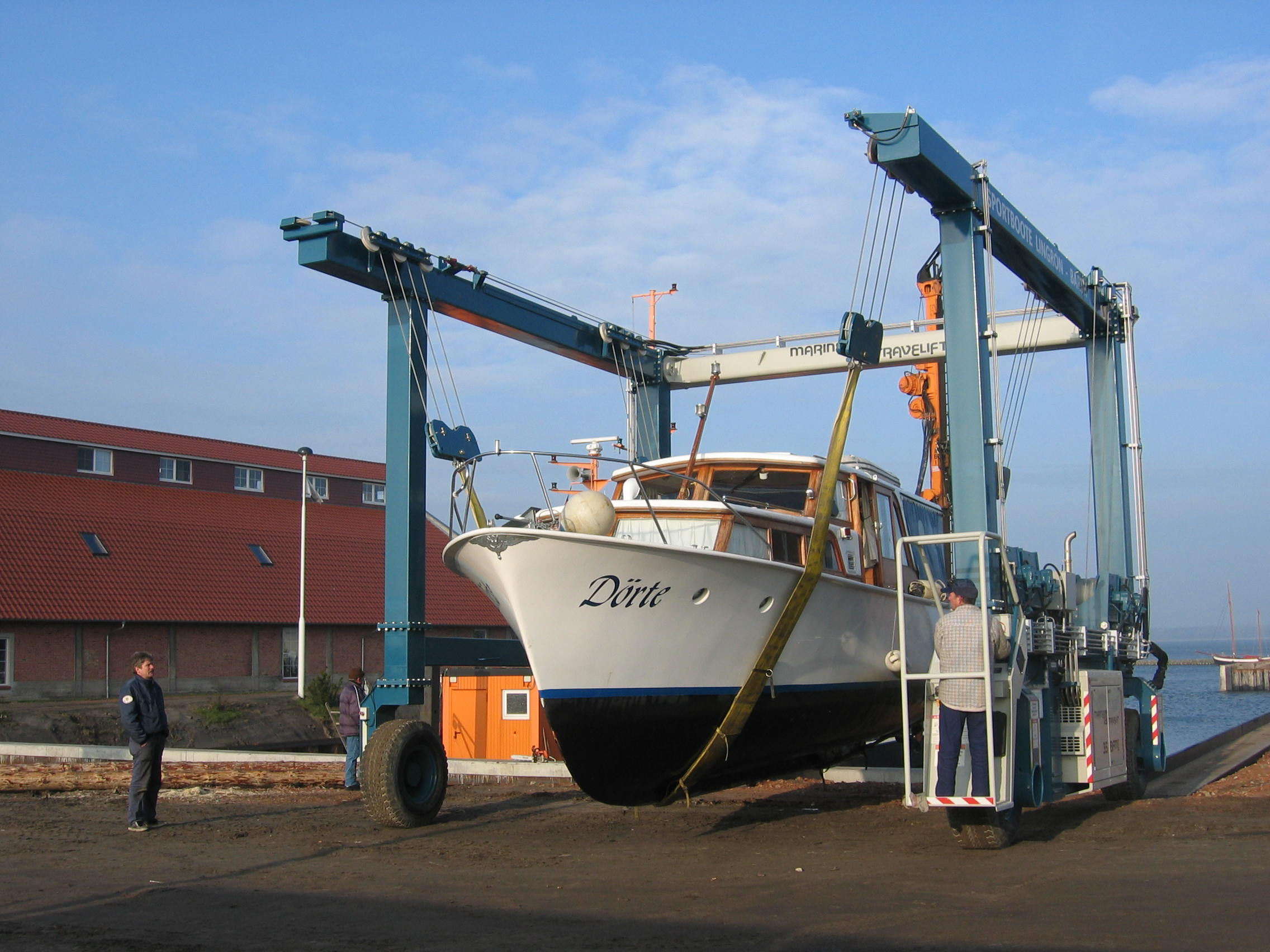
Travellift in Fahrt

Ein Travellift ist ein fahrbarer Kran zum Transport von Schiffen.

## Aufbau
Beim Travellift handelt es sich um eine Form des Portalkranes auf vier luftbereiften Rädern. Er besteht aus einer viereckigen Box aus Stahlträgern, die unten und auf der Frontseite offen ist. Die Frontseite ist offen, damit auch Segelschiffe oder Schiffe mit höheren Aufbauten aufgenommen werden können. Durch eine Hubeinrichtung an beiden Längsträgern und durch zwei oder mehr dazwischen gespannten Hebegurte können Schiffe aus dem Wasser gehoben, transportiert und wieder zu Wasser gelassen werden. Mit unterschiedlich großen Travellifts können derzeit Schiffe bis zu 1000 t gehoben werden. Durch die lenkbaren Räder ist der Travellift frei fahrbar. Die Hubeinrichtung und die Räder werden hydraulisch von einem Dieselmotor angetrieben.
Der weltweit bekannteste und größte Hersteller ist Marine Travelift Inc., Sturgeon Bay, im US-Bundesstaat Wisconsin.

## Betrieb
Der Travellift dient dem Schiffstransport auf dem Gelände einer Werft oder einer Marina. Damit kann ein Schiff aus dem Wasser gehoben und zum Bestimmungsort gefahren werden (Trockenliegeplatz, Werfthalle, Tieflader). Zum Ein und Auswassern gibt es drei Varianten: Dazu fährt der Lift entweder über zwei schmale Piers über genügend tiefes Wasser, oder über eine in die Küste eingeschnittene „Liftbox“, die aus zwei Fahrspuren (rechts und links) und dem dazwischen befindlichen Hafenbecken besteht, oder er fährt über eine flache Rampe direkt ins Wasser. Die Hebegurte werden ins Wasser abgesenkt. Das Schiff wird über die Hebegurte gezogen und sorgfältig positioniert, damit es genau im Gleichgewicht hängen wird und durch die Gurte keine Teile (Antriebswelle, Propeller, Ruder, Kiel) beschädigt werden. Die richtige Position der Gurte ist bei den meisten Schiffen durch ein kleines Dreieck am Rumpf markiert. Nun wird das Schiff an vier Punkten (bei größeren Travellifts auch sechs) gleichzeitig angehoben. Anschließend wird es zum Bestimmungsort gefahren.
Das Zu-Wasser-Lassen erfolgt in umgekehrter Reihenfolge. Gesteuert wird der Travellift meist mit einer Funkfernsteuerung.

## Sicherheit
Das Schiff ist durch die umgebenden Stahlträger sicher vor Beschädigungen geschützt. Schäden können durch die falsche Positionierung der Gurte entstehen. Insbesondere Lackschäden entstehen oft durch schmutzige oder kratzende Gurte. Durch die Breite des Lifts sind andere Schiffe oder Gebäudeteile beim Rangieren gefährdet.

## Verbreitung
Durch die einfache Handhabung hat der Travellift in den größeren Marinas und Sportboot-Werften den früher üblichen festen Säulendrehkran ersetzt. Auch die Messe Düsseldorf setzt seit mehreren Jahrzehnten zu ihrer jährlichen Internationalen Bootsausstellung einen Travellift ein, den Big Willi.
Alternativen sind:
- der Säulendrehkran oder der mobile Kran, und der Trailer für den Transport
- der Slipway (Rampe) und der Trailer für kleinere Schiffe
- die Slipanlage (Patentslip) mit Schienen, Motorwinde und Hubwagen für große Schiffe

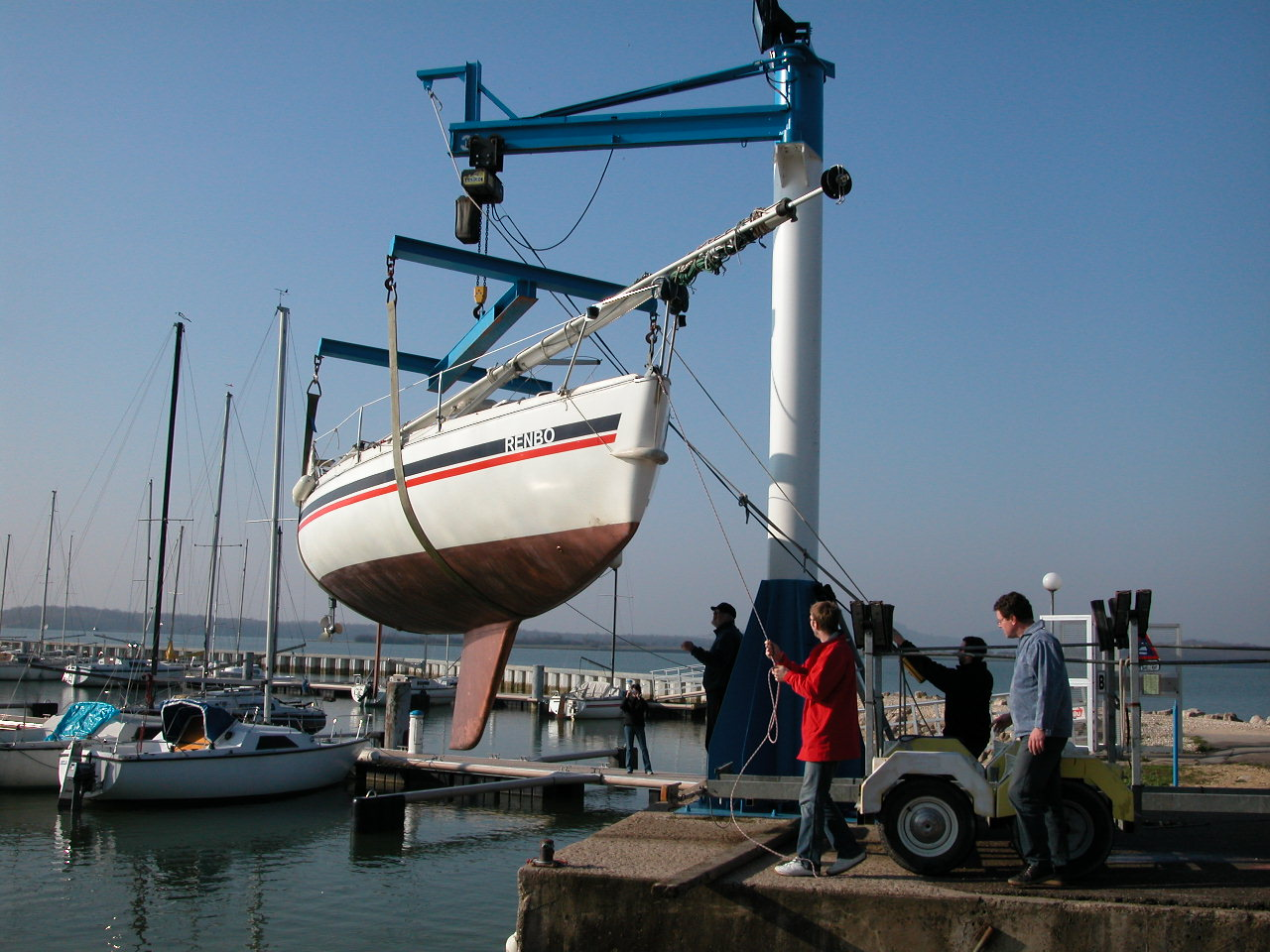
Säulendrehkran
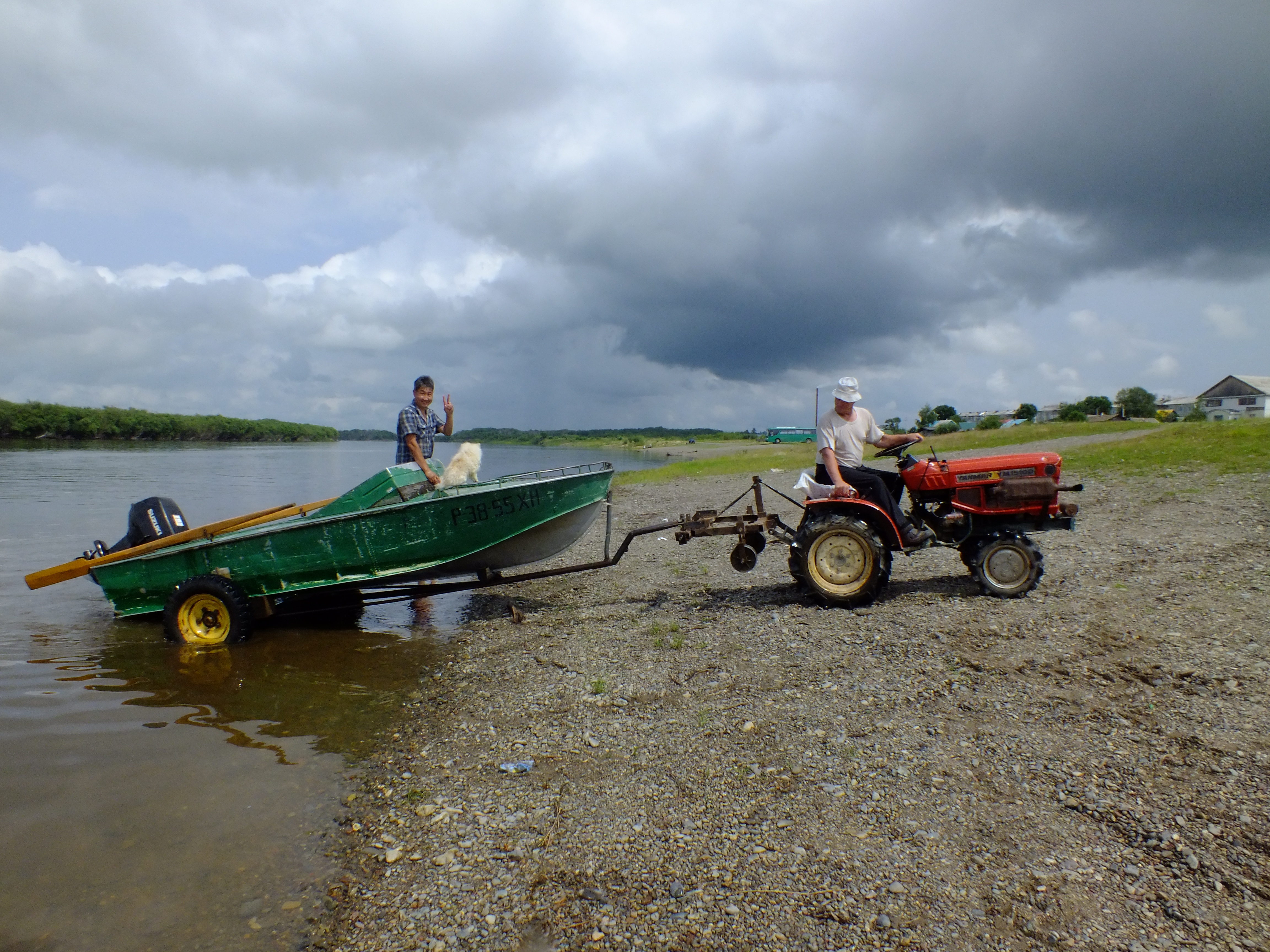
Slipway mit Trailer
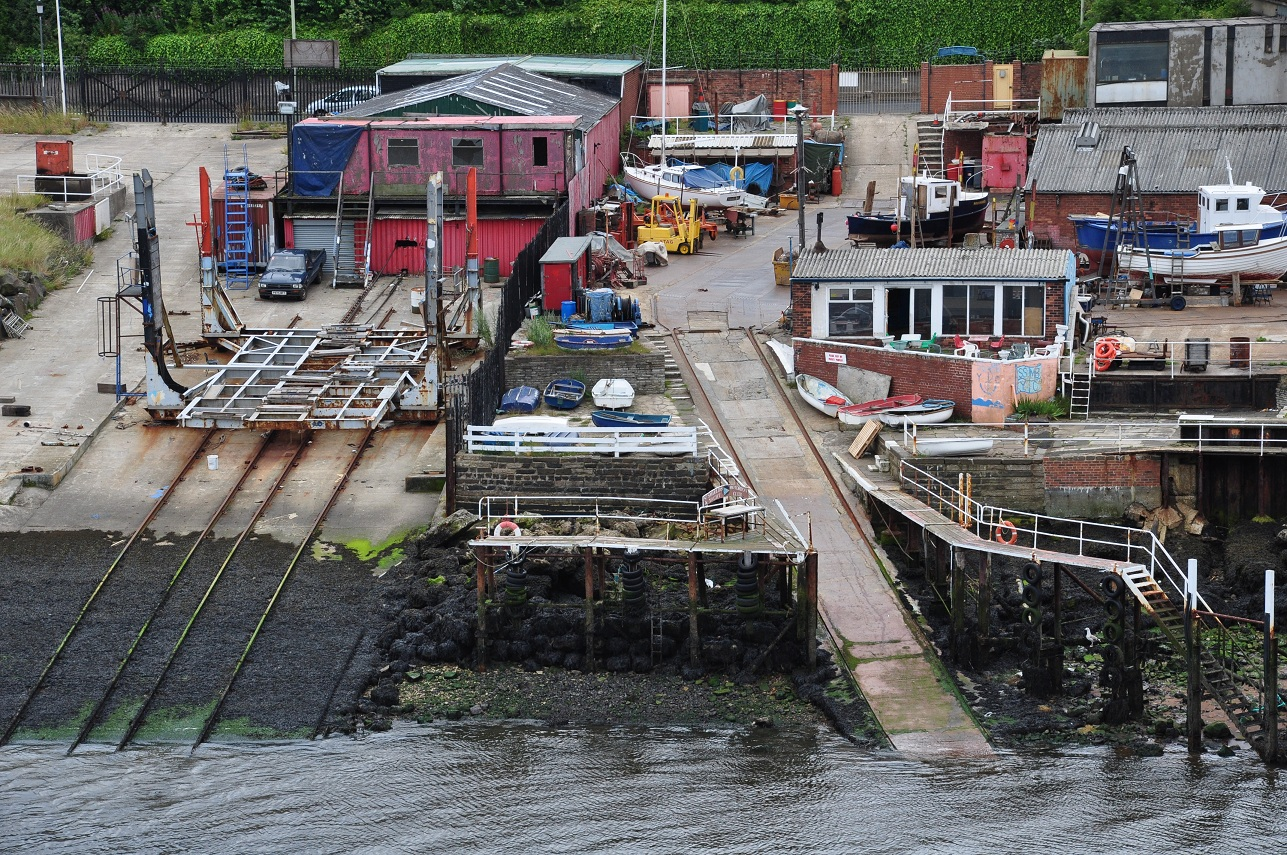
Große Slipanlage